# Караваєв Володимир Опанасович (біолог)
Володимир Опанасович Караваєв (26 лютого [9 березня] 1864, Київ — 7 січня 1939, Київ) — український зоолог і мандрівник, професор, доктор біологічних наук, зберігач і директор Зоологічного музею ВУАН. Відомий фахівець з систематики мурашок, описав принаймні 80 нових для науки видів цих комах, що залишаються загальновизнаними. Автор двотомної монографії «Фауна родини Formicidae (мурашки) України» (1934, 1936).

## Біографія

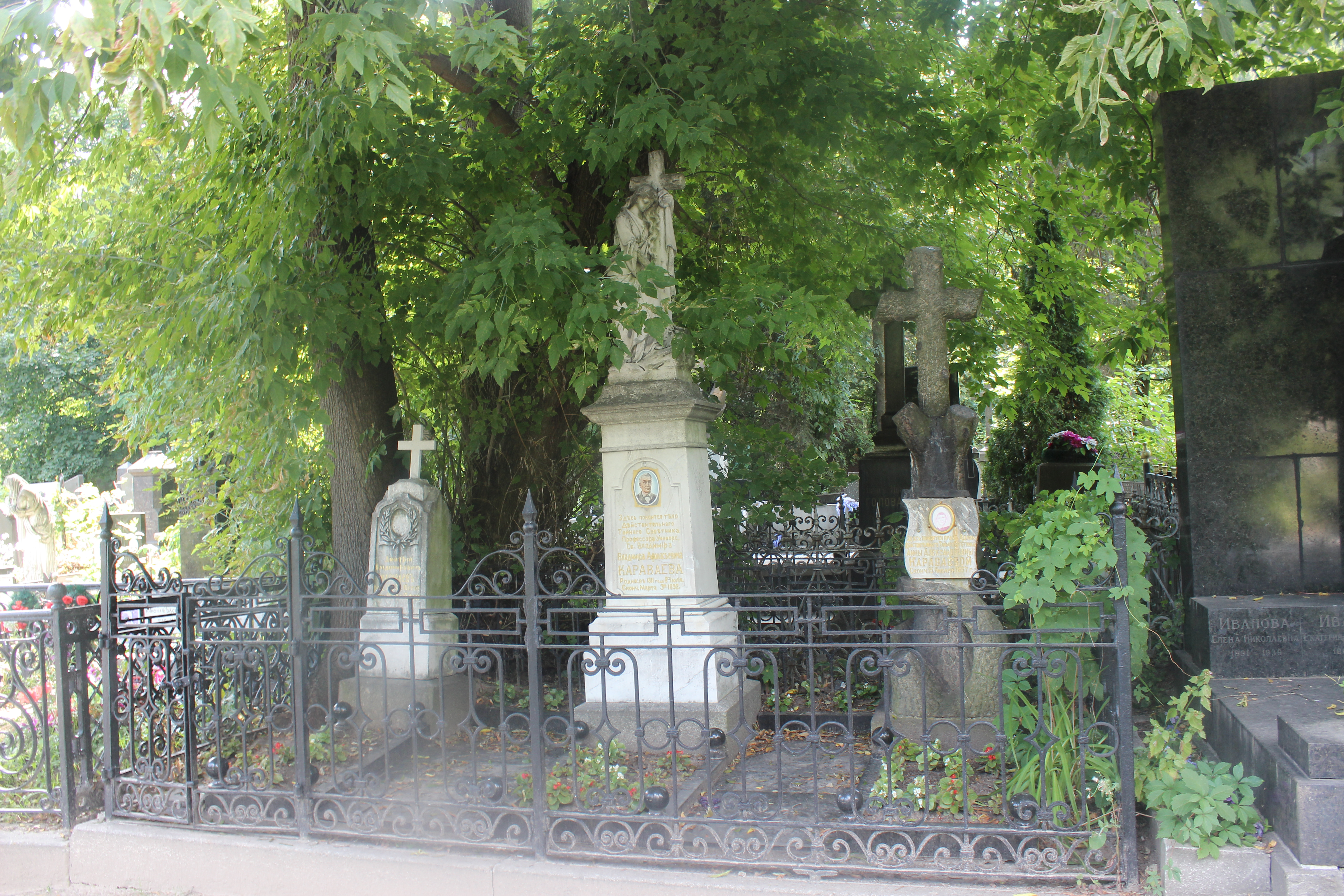
Портрет Володимира Караваєва

Народився 26 лютого [9 березня] 1864 року в Києві в родині лікаря. Закінчив в Києві гімназію і Київський університет (фізико-математичний факультет), у якому працював з 1890 до 1919 року; в 1919–1929 роках працював у Зоологічному музеї АН України; з 1930 року — в Інституті зоології АН України, в 1926–1934 роках очолював Зоологічний музей.
Здійснив багато подорожей по Україні, Кавказу, країнах Європи, по Африці й Азії, на острови Індійського й Тихого океанів. Особливо масштабною була зоологічна експедиція на Яву у 1898-99 роках.
Опис подорожей і багатющих колекцій тварин, зібраних під час поїздок (передані Зоологічному музею АН УРСР), принесли Караваєву широке визнання на батьківщині та за її межами.

Могила Володимира Караваєва

Помер 7 січня 1939 року. Похований в Києві на Лук'янівському кладовищі (ділянка № 19, ряд 9, місце 13).

## Наукова робота
Основні праці присвячені вивченню фауни мурашок та їх систематиці (з 1906 року). Описав не менше 80 загальновизнаних нових для науки видів мурашок з багатьох частин світу, зокрема з Індонезії, Африки, Центральної Азії, Кавказу, України тощо. До 1906 року займався ембріологічними дослідженнями різних комах, біологією радіолярій, фауністикою планктонних ракоподібних Чорного моря, біологією мурашок, методикою зоологічних досліджень тощо.

## Деякі публікації

Титульна сторінка першого тому монографії «Фауна родини Formicidae (мурашки) України» В. О. Караваєва (1934)

Найбільшим доробком професора Караваєва є понад 50 праць з систематики та фауністики мурашок, опублікованих здебільшого німецькою мовою в німецьких журналах і в Збірнику праць Зоологічного музею, що однак мають досить одноманітну бібліографію. Натомість праці наведені нижче представляють різноманітні напрямки наукової та організаційної діяльності дослідника.
- Караваев В. А. 1894. К эмбриональному развитию Pyrrhocoris apterus L. Записки Киевского общества естествоиспытателей. 13 (1–2): 1-34.
- Караваев В. А. 1894. Материалы к фауне пелагических ракообразных Черного моря. Записки Киевского общества естествоиспытателей. 13 (1–2): 35–62
- Караваев В. А. 1895. Материалы к фауне веслоногих (Copepoda) Черного моря. Записки Киевского общества естествоиспытателей. 14 (1): 117—174.
- Karawaiew W. 1895. Beobachtungen uber die Struktur und Vermehrung von Aulacantha scolymantha Haeck. Zoologischer Anzeiger. 18 (480): 286-301.
- Караваев В. А. 1896. Термостат для пропитывания парафином, нагреваемый без помощи газа. Записки Киевского общества естествоиспытателей. 14 (2): 579—593.
- Караваев В. А. 1896. Наблюдения над радиоляриями. Записки Киевского общества естествоиспытателей. 15 (1): 349—372.
- Karawaiew W. 1898. Die nachembryonale Entwicklung von Lasius flavus. Zeitschrift für Wissenschaftliche Zoologie. 64: 385—478.
- Karawaiew W. 1899. Ueber Anatomie und Metamorphose des Darmkanals der Larvevon Anobium paniceum. Biologisches Centralblatt . 19: 122—130, 161—171, 196—202.
- Караваев В. А. 1900. Поездка на остров Яву (впечатления натуралиста). Университетские известия. 166 с.
- Караваев В. А. 1905. Опыты над муравьями, касающиеся переноски личинок в темноту. Записки Киевского общества естествоиспытателей. 20 (1): 61–95.
- Karawaiew W. 1906. Systematisch-Biologisches über drei Ameisen aus Buitenzorg. Zeitschrift für Wissenschaftliche Insektenbiologie. 2: 369—376.
- Karawaiew W. 1911. Ameisen aus Transkaspien und Turkestan. Труды Русского энтомологического общества. 39: 1-72.
- Караваев В. А. 1913. По островам Малайского архипелага, Молуккского и Ару с мирмекологической целью. Общие впечатления и наблюдения натуралиста. Известия Русского географического общества. 49: 395—522.
- Karawaiew W. 1925. Ponerinen (Fam. Formicidae) aus dem Indo-Australischen Gebiet. Konowia. 4: 69-81, 115-131, 276-296.
- Karawaiew W. 1926. Beiträge zur Ameisenfauna des Kaukasus, nebst einigen Bemerkungen über andere palaearktische Formen. Konowia. 5: 93-109, 161-169, 187-199.
- Караваєв В. О. 1926. Короткий нарис розвитку й сучасного стану Зоологічного музею УАН. Збірник праць Зоологічного музею. 1: 3–12.
- Караваїв В. 1929. Зоологічний музей ВУАН, його діяльність та перспективи дальшої роботи. Вісті ВУАН. 5-6: 10–15.
- Караваєв В. 1934, 1936. Фауна родини Formicidae (мурашки) України. Ч. 1 і ч 2. Київ: Видавництво ВУАН. 164 с., 316 с.
- Karawaiew W. 1935. Neue Ameisen aus dem Indo-Australischen Gebiet, nebst Revision einiger Formen. Treubia. 15: 57-118.
- Караваєв В. О., Парамонов С. Я. 1937. Нові анатомічні дані про походження людини. Біологію в маси. 1: 5–14.
- Караваєв В. О., Парамонов С. Я. 1937. Пepвicнa людина i її викопні останки. Біологію в маси. 2: 3–12.
- Караваєв В. О. 1937. Мурашки, зібрані в заповідниках Кінбурнського півострова і Буркутів. Збірник праць Зоологічного музею. 19: 171—181.